# Rossarden
Rossarden är en ort i Australien. Den ligger i kommunen Northern Midlands och delstaten Tasmanien, i den sydöstra delen av landet, omkring 140 kilometer norr om delstatshuvudstaden Hobart. Antalet invånare är 172.
Trakten runt Rossarden är nära nog obefolkad, med mindre än två invånare per kvadratkilometer.. Närmaste större samhälle är Fingal, omkring 19 kilometer öster om Rossarden. 
I omgivningarna runt Rossarden växer i huvudsak städsegrön lövskog. Genomsnittlig årsnederbörd är 872 millimeter. Den regnigaste månaden är juli, med i genomsnitt 100 mm nederbörd, och den torraste är januari, med 39 mm nederbörd.